# Candor (Oise)
Candor ist eine französische Gemeinde mit 319 Einwohnern (Stand: 1. Januar 2022) im Département Oise in der Region Hauts-de-France (vor 2016 Picardie). Sie gehört zum Arrondissement Compiègne und zum Kanton Thourotte (bis 2015 Lassigny). 

## Geographie
Candor liegt etwa 28 Kilometer nordnordöstlich von Compiègne. Umgeben wird Candor von den Nachbargemeinden Avricourt im Norden und Nordwesten, Beaulieu-les-Fontaines im Norden, Écuvilly im Nordosten, Catigny im Osten, Lagny im Süden und Südosten, Dives im Süden, Lassigny im Südwesten sowie Amy im Westen und Nordwesten.

## Bevölkerungsentwicklung
| Jahr      | 1962 | 1968 | 1975 | 1982 | 1990 | 1999 | 2006 | 2013 |
| Einwohner | 265  | 274  | 265  | 261  | 258  | 256  | 245  | 283  |

## Sehenswürdigkeiten
- Kirche Saint-Martin